# 芹澤正和
芹澤 正和（せりざわ まさかず、1967年12月5日 - ）は、日本の俳優。静岡県出身。テアトル・ド・ポッシュ所属。本名・旧芸名は芹沢 正和、芹沢 礼多。

## 人物
身長：171cm。体重：64kg。血液型：A型。
特技はボクシング、柔道。

## 出演

### 映画
- 鉄拳（1990年） - 三越 役
- 王手（1991年） - 大熊三段 役
- 外科室（1992年）
- 月はどっちに出ている（1993年） - おさむ 役
- トカレフ（1994年） - 下山俊和 役
- 平成無責任一家 東京デラックス（1995年）
- BeRLiN（1995年）
- 女優霊（1996年） - 定岡 役
- ビリケン（1996年） - 芝木 役
- 野獣死すべし（1997年） - 真田 役
- 復讐 The Revenge 消えない傷痕（1997年） - 津山 役
- リング2（1999年） - 佐久間 役
- 流★星（1999年） - 永沢 役
- 独立少年合唱団（2000年） - 田中教諭 役
- 三文役者（2000年） - 「花物語」の助監督 役
- ICHI（2008年）
- ヴィヨンの妻 〜桜桃とタンポポ〜（2009年）
- BALLAD 名もなき恋のうた（2009年）
- カムイ外伝（2009年）
- 座頭市 THE LAST（2010年）
- アウトレイジ（2010年） - 佐山 役
- 最後の忠臣蔵（2010年）
- これでいいのだ!!映画★赤塚不二夫（2011年）
- 少年H（2012年）
- 草原の椅子（2013年）
- 許されざる者（2013年）
- 人類資金（2013年）
- リュウグウノツカイ（2014年）
- ショートホープ（2014年） - 米田利一 役
- 劇場霊（2015年）

### テレビドラマ
- 東映不思議コメディーシリーズ
  - 不思議少女ナイルなトトメス 第7話「クレオパトラのアッシー君」（1991年） - 冷凍ミイラ 役
  - うたう!大竜宮城 第28話「イセエビ」（1992年） - タローの叔父 役
- 恋のStep Up!（1992年）
- NIGHT HEAD THE OTHER SIDE（1992年） - 神津貞男 役
- リョーコ!!（1996年 - 1997年）
- はみだし刑事情熱系 PART1 第19話「金融殺人 偽証の女」（1997年） ‐ 木崎次郎 役
- 理想の上司 第8話「最後の家族旅行」（1997年）- 親族 役 [2]
- 月の輝く夜だから（1997年）
- 土曜ワイド劇場
  - 西村京太郎トラベルミステリー 第33作（1999年） - 沼田勝 役
  - アナザーフェイス 刑事総務課・大友鉄 第1作（2012年）
- 火曜サスペンス劇場 事件記者2（1999年）
- 月曜ミステリー劇場 警察庁特別広域捜査官 宮之原警部の愛と追跡（2001年）
- 土曜プレミアム 誰も守れない（2009年）
- 警官の血（2009年）
- 春さらば〜おばあちゃん 天国に財布はいらないよ・介護詐欺女vsしたたか老人の逆襲!金がなくても幸せなんて嘘?（2009年） - 牛島一郎
- 松本清張生誕100年スペシャル 夜光の階段 第8話「自決」（2009年）
- 日曜劇場 官僚たちの夏 第6話「公害問題」（2009年）
- 金曜プレステージ
  - 奥様は警視総監 第5作（2009年）
  - 所轄刑事 第8作（2013年）
  - 警察庁特別監察官 氷の女・氷室透子（2014年）
- 連続ドラマW
  - 横山秀夫サスペンス 誤報（2010年）
  - パンドラII 飢餓列島（2010年）
  - トクソウ（2014年）
- 幻夜 第1話「運命の出会い」（2010年）
- 最後の晩餐 〜刑事・遠野一行と七人の容疑者〜（2011年）
- 遺留捜査 第7話「すべて他人のもの」（2011年） - 辻本勝利 役
- 月曜ゴールデン
  - 北海道警察 第1作（2011年）
  - 女取調官 第2・3作（2012年） - 小笠原 役
  - 釣り刑事 第3作（2012年）
- ブラックボード〜時代と戦った教師たち〜 第一夜「軍国主義［未来］」（2012年）
- 松本清張没後20年特別企画 ドラマスペシャル 波の塔（2012年）
- 土曜プライム ヤメ検の女
  - 第3作（2012年） - クリーニング屋の配達人 役
  - 第5作（2014年） - 隣人 役
- 相棒（テレビ朝日）
  - season11 第1話（2012年） - 土屋公示 役
  - season13 第5話（2014年） - 土屋公示 役
  - Season19（2020年） - 中島剛 役
- 水曜ミステリー9 ガンリキ 警部補・鬼島弥一 第2作（2012年） - 田倉 役
- SP〜警視庁警護課 第3作（2013年） - 細川 役
- たった一度の約束 〜時代に封印された日本人（2014年）
- LEADERS リーダーズ（2014年）
- 信長協奏曲（2014年）
- ウルトラマンギンガS 第16話（2014年） - 医師 役
- Nのために 第6話「許されぬ愛…罪人たちの悲しい告白」（2014年）
- 月曜名作劇場
  - 釣り刑事 第7作（2016年） - 警察官 役
  - 税務調査官・窓際太郎の事件簿 第33作（2016年） - 内閣情報調査室主任調査官 役
- 日曜プライム 深層捜査3（2019年） - 青木検事 役
- MIU404（2020年）

### バラエティー
- ますこっとたわー（1991年 - 1992年）

### オリジナルビデオ
- 仁義なきイレブン（1993年）
- 呪怨シリーズ - 飯塚 役
  - 呪怨（2000年）
  - 呪怨2（2001年）
- 最強極道伝説 極鬼 GOKU-ONI（2011年）※「芦沢礼多」と誤記。

### ゲーム
- ユーラシアエクスプレス殺人事件（1998年） - 宇佐美啓介 役

### CM
- キリンビール

### 舞台
- 細雪（2015年）
- 仮縫（2018年）